# La Nuit blanche de Saint-Pétersbourg

La Nuit blanche de Saint-Pétersbourg est un roman biographique du prince Michel de Grèce paru en 2000 chez XO éditions. Il raconte la vie du grand-duc Nicolas Constantinovitch de Russie et sa relation amoureuse avec la courtisane américaine Harriet Blackford (alias Fanny Lear) entre la deuxième moitié du XIXe siècle et la fin des années 1910.

## Résumé
L’histoire commence avec la rencontre du prince Michel de Grèce avec  sa cousine, la princesse Natalya Androssov Iskander Romanov en 1999. Lors de leur entretien, la vieille femme raconte à l’écrivain la vie de son grand-père, le grand-duc Nicolas Constantinovitch, rayé de la liste des membres de la famille impériale de Russie à la suite d’une sombre histoire de vol de diamants.

### Éditions
- Michel de Grèce, La Nuit blanche de Saint-Pétersbourg, XO, Paris, 2000  (ISBN 284563031X).

### Source d'inspiration
- Fanny Lear, Le Roman d’une Américaine en Russie, A. Lacroix, Bruxelles, 1875.